# Okres Olešnice
Okres Olešnice (Oleśnica; polsky Powiat oleśnicki) je okres v polském Dolnoslezském vojvodství. Rozlohu má 1049,35 km² a v roce 2023 zde žilo 106 516 obyvatel. Sídlem správy okresu je město Olešnice.

## Gminy
Městské:
- Olešnice

Městsko-vesnické:
- Bierutów
- Międzybórz
- Syców
- Twardogóra

Vesnické:
- Dobroszyce
- Dziadowa Kłoda
- Olešnice

## Města
- Bierutów
- Międzybórz
- Olešnice
- Syców
- Twardogóra

## Sousední okresy
| Růžice kompasu | Milicz    | Ostrów Wielkopolski | Ostrzeszów | Růžice kompasu |
| Růžice kompasu | Trzebnica | Sever               | Kępno      | Růžice kompasu |
| Růžice kompasu | Trzebnica | Okres Olešnice      | Kępno      | Růžice kompasu |
| Růžice kompasu | Trzebnica | Jih                 | Kępno      | Růžice kompasu |
| Růžice kompasu | Wrocław   | Oława               | Namysłów   | Růžice kompasu |